# سوزان ليو
سوزان ليو (بالإنجليزية: Susan Leo)‏ هي لاعبة كرة مضرب أسترالية، ولدت في 10 أبريل 1962 في بريزبان في أستراليا.

## وصلات خارجية
- سوزان ليو على موقع رابطة محترفات التنس (الإنجليزية)
- سوزان ليو على موقع الاتحاد الدولي لكرة المضرب (الإنجليزية)
- سوزان ليو على موقع كأس بيلي جين كينغ (الإنجليزية)
- سوزان ليو على موقع بطولة ويمبلدون (الإنجليزية)
- سوزان ليو على موقع خلاصة التنس.كوم (الإنجليزية)